# Generic Object Oriented Substation Events
Generic Object Oriented Substation Events (GOOSE) ist ein echtzeitfähiges Netzwerkprotokoll zur Steuerung von Geräten über Ethernet-Netzwerke. Es ist von der International Electrotechnical Commission (IEC) in dem Standard IEC 61850 im Teil 7-1 konzeptionell beschrieben und im Teil 8-1 spezifiziert.
GOOSE versendet Nachrichten über den Zustand von einem Gerät regelmäßig in einem festen Intervall (z. B. jede Sekunde). Ändert sich der Zustand eines Elements im sogenannten Dataset der GOOSE ändert sich das Wiederholungsintervall, die Meldung wird öfter übertragen. Das Wiederholungsintervall verlängert sich, bis es wieder den ursprünglichen Wert erreicht hat. Die GOOSE-Nachrichten werden per Multicast gesendet, d. h., es können gleichzeitig mehrere Empfänger über den Zustand von einem Sender informiert werden.
Ein typischer Anwendungsfall von GOOSE ist die spontane Übertragung von Zustandsänderungen von Schaltgeräten (z. B. Schalterstellung Ein/Aus) oder anderen Zustandsmeldungen in Schaltanlagen, die an alle Netzwerkteilnehmer gesendet werden müssen. Der Vorteil der Gerätesteuerung über Ethernet gegenüber einer klassischen direkten Gerät-zu-Gerät-Verschaltung liegt in der freien Konfiguration der an das Netzwerk angeschlossenen Geräte. Für neue Sende- und Empfangsbeziehungen müssen keine neuen Kabel verlegt werden. Auch die Verbreitung von Ethernet und die Möglichkeit der Nutzung von Ethernet für weitere Dienste sind weitere Gründe für eine Anwendung dieser Technik. GOOSE werden mittlerweile auch für Schutzfunktionen (rückwärtige Verriegelung, Schalterversagerschutz) eingesetzt.
GOOSE-Datagramme setzen einen eigenen Ethertype (0x88b8) in Ethernet-Paketen, wodurch Priorisierungen direkt auf dem Ethernet-Data Link Layer abgebildet werden (siehe auch IEEE 802.1Q). Durch die Priorisierung werden die Datagramme gegenüber IP-Paketen in Netzwerk-Switches bevorzugt behandelt, so dass die Verzögerung im Netzwerk möglichst gering ist und die Empfänger GOOSE-Nachrichten unter Einhaltung eines Zeitfensters erreichen. Trotzdem sind Verzögerungen in Netzwerken möglich und messbar. Diese Protokoll-Struktur ermöglicht die Echtzeitfähigkeit von GOOSE. Durch VLANs können GOOSE-Datagramme auf bestimmte Segmente des Netzwerkes beschränkt werden, in aktuellen Implementierungen wird aber weitestgehend nur die Priorität im VLAN-Tag genutzt (VLAN-ID=0).